# Sveriges lantbruksuniversitet

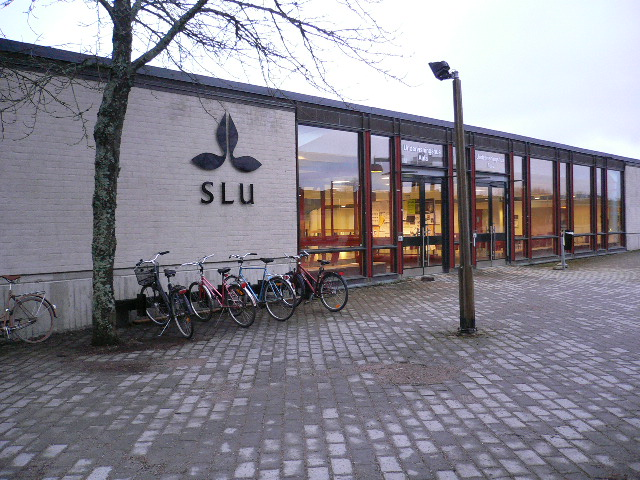
Schwedische Universität für Agrarwissenschaften

Die Sveriges lantbruksuniversitet (SLU, deutsch: Schwedische Universität für Agrarwissenschaften) ist eine staatliche Universität in Schweden. Ihr Hauptstandort befindet sich in Uppsala, weitere Standorte befinden sich in Alnarp, Skara und Umeå. Die Universität wird, im Gegensatz zu anderen staatlichen Universitäten, vom Landwirtschaftsministerium finanziert.

## Geschichte
Die Universität wurde am 1. Juli 1977 durch die Fusion dreier bestehender Hochschulen für Veterinärmedizin, Forst- und Landwirtschaft, sowie einigen kleinere Einheiten gebildet. In diesem Zuge wurden die Standorte der Veterinärmedizin und Forstwirtschaft von Stockholm nach Uppsala-Ultuna verlegt, wo die Landwirtschaftliche Fachschule bereits angesiedelt war.
Die drei Hochschulen hatten eine lange Tradition als eigenständige Einrichtungen. Die Landwirtschaftsschule in Uppsala-Ultuna wurde 1848 als Institut der Königlichen Schwedischen Akademie der Landwirtschaft gegründet. Das Veterinär-Institut in Skara wurde 1775 gegründet und wurde von Peter Hernqvist, einem Schüler von Carl von Linné und von Claude Bourgelat, dem Begründer der ersten tierärztlichen Hochschule in Lyon, geleitet. Das Institut für Forstwirtschaft wurde 1828 in Stockholm eingerichtet und 1915 um eine Fachhochschule für Revierförster erweitert.
Die Universität war 2001 Gründungsmitglied der Euroleague for Life Sciences.

## Fakultäten
Die Universität besteht aus vier Fakultäten:
- Fakultät für Landschaftsplanung, Gartenbau und Agrarwissenschaften
- Fakultät für natürliche Ressourcen und Agrarwissenschaften
- Fakultät für Veterinärmedizin und Tierwissenschaft
- Fakultät für Forstwissenschaften

## Dyntaxa
Die SLU administriert die Schwedische Taxonomie-Datenbank Dyntaxa.